# Ismaël Bullialdus
Ismaël Bullialdus (también conocido como Ismaël Boulliau, Ismaël Boulliaud, o Ismaël Boullian) (1605-1694) fue un astrónomo y matemático francés del siglo XVII. Publicó varios libros, y era un miembro activo de la República de las Letras, un intercambio erudito de ideas durante los siglos XVII y XVIII. Es conocido por su teoría astronómica, y su trabajo más famoso es su libro titulado Astronomia Philolaica.

## Biografía
Ismael Bullialdus era el segundo hijo de una familia calvinista. Su hermano mayor originalmente se llamaba Ismaël como su padre, pero solo sobrevivió hasta la edad de tres años, recibiendo entonces este nombre el segundo hijo. Sus padres eran Susanna Motet e Ismaël Bullialdus; su padre era notario y astrónomo aficionado, realizando sus observaciones desde Loudun, Francia.
A la edad de 21 años Bullialdus se convirtió al catolicismo, y con 26 fue ordenado sacerdote. Un año más tarde, en 1632,  se trasladó a París. Disfrutando el mecenazgo de la familia Thou, trabajó durante treinta años en París como bibliotecario asociado con los hermanos Pierre y Jacques Dupuy, con los que trabajaba en la Bibliothèque du Roi (Bibliothe), primera biblioteca real de Francia. Después de la muerte de sus empleadores, los hermanos Dupuy, Bullialdus trabajó como secretario del embajador francés en Holanda. Después de discutir con él en 1666, se trasladó al Collège de Laon, donde encontró trabajo de nuevo como bibliotecario. Publicó su primer tratado titulado "De Natura Lucis" en 1638, seguido por distintos libros dedicados a su correspondencia durante el tiempo que estuvo implicado con la República de Letras. Fue uno de los primeros miembros extranjeros de la Royal Society de Londres, siendo elegido el 4 de abril de 1667 (tan solo siete años después de que la Sociedad fuese fundada). Dedicó los últimos cinco años de su vida a la misma ocupación con la que comenzó su carrera, como sacerdote, retirándose a la Abadía St. Victor en París, donde murió a la edad de 89 años.

## Implicación en la República de las Letras
Bullialdus fue un miembro activo de la República de las Letras, basada en la correspondencia a larga distancia sostenida entre muchos intelectuales (o philosophes, como se denominaron en Francia), durante los siglos XVII y XVIII. La "República", emergida como una comunidad internacional de autoproclamados eruditos y figuras literarias, fue integrada mayoritariamente por hombres. Los intelectuales intercambiaban cartas manuscritas, publicaban artículos y panfletos, y pensaban que su deber era atraer a la República a otros personajes notables para expandir su correspondencia.
Las cartas intercambiadas por Bullialdus a lo largo de su correspondencia dentro de la República fue recopilada en el Archivo Boulliau, aunque este archivo no se mantuvo intacto. Poco después (o posiblemente incluso poco antes) de su muerte, toda su biblioteca —libros, manuscritos y correspondencia— fue dispersada. Todo el Archivo Boulliau fue vendido, a lo que siguió un siglo de dispersión, seguido por dramático episodios de falsificación e incidentes de robo. La evidencia sugiere que la Bibliothèque du Roi, la biblioteca a la que Bullialdus estuvo asociado como bibliotecario en sus años de juventud, adquirió una gran porción de los documentos del Archivo Boulliau en los años anteriores a 1782. Después de que la Bibliothèque du Roi reorganizó sus colecciones, los papeles que había adquirido de Bullialdus fueron organizados en lo que actualmente es la Colección Boulliau, integrada por 41 volúmenes y más de 23.000 páginas. Los documentos no integrados en esta colección incluyen alrededor de 7.000 páginas de manuscritos, que en la actualidad pueden ser encontrados en alrededor de 45 archivos diferentes en casi una docena de países.
Después de sucesivas investigaciones, se preparó un inventario de la Colección Boulliau, así como un calendario cronológico completo de su correspondencia. A pesar de que es difícil de probar, la evidencia sugiere que miles de los manuscritos de Boullialdus están perdidos. Probablemente nunca se conocerá con precisión el contenido y la organización del archivo original debido a la dispersión de su biblioteca en una época próxima a su muerte. Su último testamento conocido, datado el 20 de agosto de 1691, no muestra ninguna mención a sus manuscritos.
Las más famosas de las cartas conocidas incluidas en el Archivo Boulliau incluye correspondencia con nombres notables de su tiempo como Galileo, Mersenne y Huygens. Menos conocida es su correspondencia con Pierre Desnoyers, Fermat, Gassendi, Nicolaas Heinsius y el Príncipe Leopoldo. La mayoría de la correspondencia y de los manuscritos de Bollialdus todavía se mantienen inéditos.
Además de sus propias cartas, Bullialdus contribuyó en gran manera a engrosar "Los Archivos de la Revolución Científica". Entre sus documentos se incluyen notas y exámenes sobre manuscritos raros. También se han encontrado entre sus cartas copias de manuscritos de sus contemporáneos que había conservado. Puede decirse que lo más notable son los diez volúmenes de manuscritos autógrafos originales dirigidos a Peiresc.

## Trabajos principales

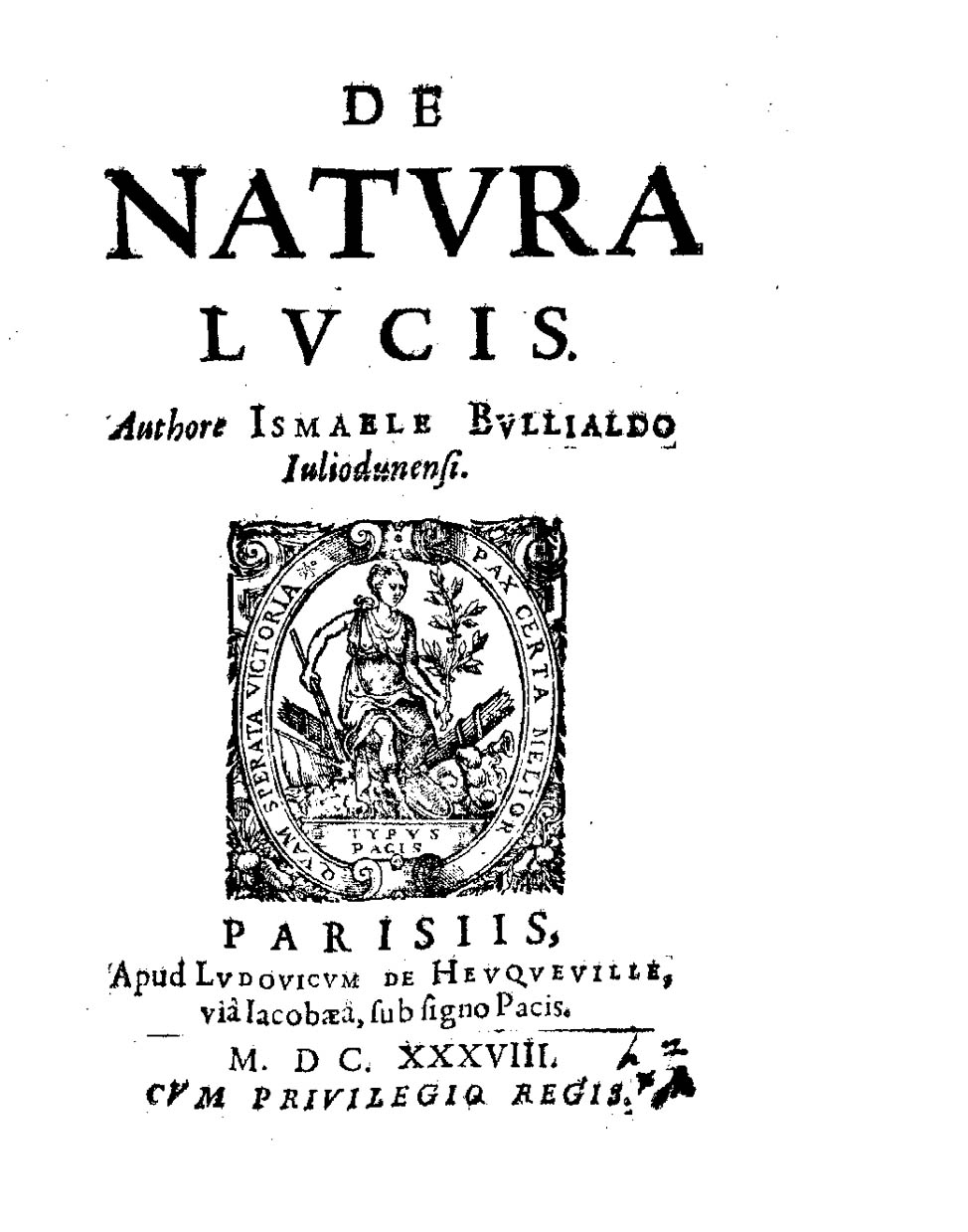
De natura lucis, 1638

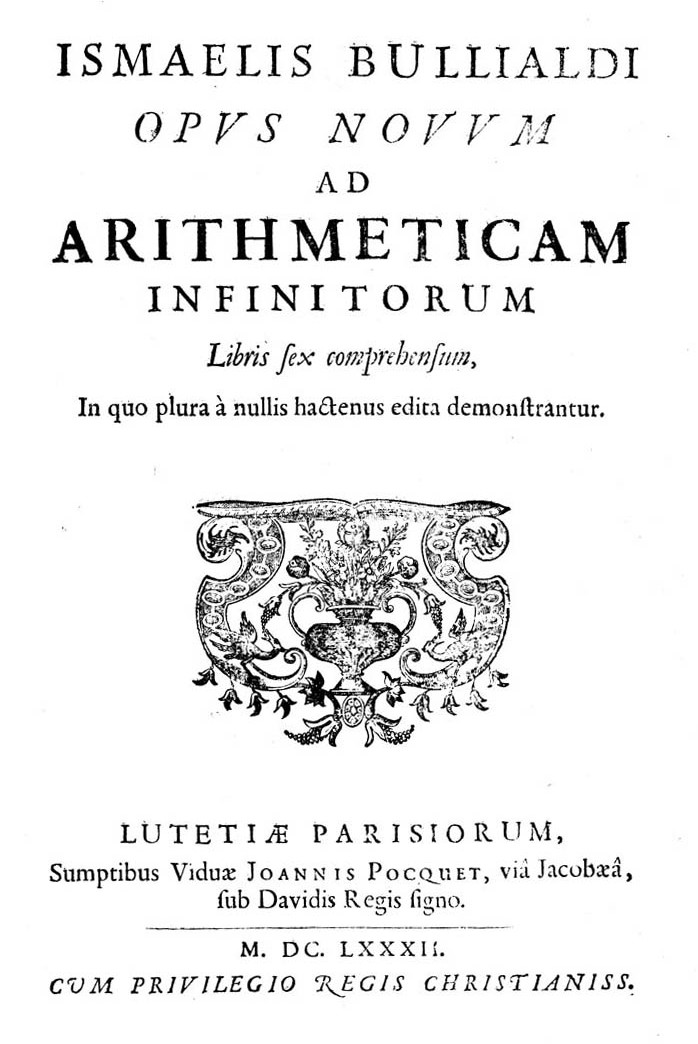
Opus novum ad arithmeticam infinitorum libris sex comprehensum, 1682

Defensor temprano de las ideas de Copérnico, Kepler y Galileo, es conocido hoy como "el astrónomo más notable de su generación".
- De natura lucis (1638)

- Philolaus (1639)

- Expositio rerum mathematicarum ad legendum Platonem utilium, translation of Theon of Smyrna (1644)

- Astronomia philolaica (1645)

- De lineis spiralibus (1657)

- Opus novum ad arithmeticam infinitorum (1682)

- Ad astronomos monita duo (1667)

Indudablemente, el trabajo más famoso de Ismaël Bullialdus' es su libro "Astronomia Philolaica". Fue publicado en 1645 y está considerado por algunos historiadores de la ciencia actuales como el libro de astronomía más importante entre Kepler y Newton. Este libro ensanchó la conciencia acerca del sistema planetario de elipses de Kepler. Aunque el propio Kepler utilizó una causa física para explicar el movimiento planetario, y utilizó las matemáticas y la ciencia para apoyar su teoría, Bullialdus ofreció una cosmología enteramente nueva; su "Hipótesis Cónica". Su sistema astronómico "filolaico" consta de catorce suposiciones principales:
Las aserciones de la Astronomía Philolaica:
1. Los planetas tienen un movimiento sencillo en una línea sencilla.
2. Las revoluciones planetarias son iguales, perpetuas, uniformes.
3. Tienen que ser revoluciones regulares o compuestos de revoluciones regulares.
4. Solo pueden ser circulares.
5. O compuestos de círculos.
6. Los movimientos tendrán que tener un principio de igualdad.
7. Si se admite una cierta desigualdad, el centro del zodíaco tiene que ser el punto de referencia de esta desigualdad.
8. Este punto es el sol.
9. La mitad de la desigualdad es atribuida a la excentricidad, el resto a otra causa que hace el planeta más lento en afelio, menos lento en perihelio, sin perturbar la igualdad de movimiento o transponiéndolo a algún otro sitio, que no sea el círculo o la superficie.
10. Cuándo el planeta, moviéndose en el afelio, llega a la cuadratura en la misma superficie, con movimiento igual, tendrá que diferir del movimiento aparente de la primera desigualdad completamente o casi por completo; pero porque la otra mitad [de la desigualdad] se debe a la distancia [entre] los círculos, el centro de movimiento planetario tiene que estar entre los puntos de movimiento cierto y aparente.
11. Desde que el movimiento igual en el primer cuadrante es más grande que el movimiento aparente, aquella parte del movimiento aparente tiene que ser más grande, de ahí que del primer cuadrante al perihelio el arco descrito para ir al perihelio tiene que ser más grande que el primero.
12. Toda revolución está compuesta de partes circulares; lo mismo es cierto de cada parte.
13. El movimiento igual es uniforme; así, el movimiento hacia el afelio corresponde a los círculos paralelos más grandes, que aumentan del afelio al perihelio. Este movimiento igual no corresponde a un círculo solo, pero sí a varios círculos desiguales a cuyo movimiento aparente también corresponde; el movimiento aparente incluye todos los círculos en la misma superficie. El movimiento [también] puede ser excéntrico e inclinado.
14. Estos círculos se siguen uno a otro en una serie continua y son todos paralelos entre ellos; no se superponen ni unos contienen a otros; el movimiento aparente forma una superficie sólida que contiene círculos más grandes y más pequeños.

Ilustración de la Ley de la Inversa del Cuadrado

## Hipótesis famosas de Bullialdus
- Ley de la Inversa del Cuadrado: Bullialdus es a menudo considerado el "descubridor pero no el propietario" de la Ley de la Inversa del Cuadrado que describe cómo varía la intensidad de fenómenos como la iluminación o los cambios de la fuerza gravitacional en proporción inversa al cuadrado de la distancia a la fuente del efecto.
- Hipótesis cónica: "Los Planetas, según aquel astrónomo [Boulliau], siempre giran en círculos; porque siendo la figura más perfecta, es imposible que pudiesen girar en cualquier otra. Ninguno de ellos, sin embargo, gira en un solo círculo, porque perpetuamente están pasando de uno a otro, a través de un número infinito de círculos, en el curso de cada revolución; una elipse, dijo, es una sección oblicua de un cono, y en un cono, entre los vértices de la elipse hay un número infinito de círculos, fuera de las porciones infinitamente pequeñas en las que la línea elíptica está compuesta. El Planeta, por tanto, que se mueve en esta línea, está, en cada punto de ella, moviendose en una porción infinitamente pequeña de un cierto círculo. El movimiento de cada Planeta, también, según él, era necesariamente, por la misma razón, perfectamente uniforme.  Un movimiento uniforme que es el más perfecto de todos los movimientos. No era, aun así, el movimiento sobre la línea elíptica uniforme, si no sobre cualquiera de los círculos que eran paralelos a la base de aquel cono, por los que la sección de esta línea elíptica había sido formada: si un rayo era extendido desde el Planeta a cualquiera de aquellos círculos, y era arrastrado a lo largo por su movimiento periódico, corta porciones iguales de aquel círculo en tiempos iguales; otra fantástica equivalencia más del círculo, apoyada sin necesidad de ningún otro fundamento, alejada de la frívola conexión entre un cono y una elipse, y sin nada más que la pasión natural por las órbitas circulares y los movimientos uniformes" (Adam Smith, Historia de Astronomía, IV.55-57).

## Eponimia
- El cráter lunar Bullialdus lleva este nombre en su honor.[2]

## Lecturas relacionadas
- Nellen, H. J. M. Ismaël Boulliau (1605-1694), astronome, épistolier, nouvelliste et intermédiaire scientifique, Studies of the Pierre Bayle Institute Nijmegen (SIB), 24, APA-Holland University Press, 1994. ISBN 90-302-1034-6